# Ranisava
Ranisava – szczyt w paśmie Durmitor, w Górach Dynarskich, położony w Czarnogórze. Leży na południe od Bobotov Kuk.